# Fraai hertshooi
Fraai hertshooi (Hypericum pulchrum) is een plant die behoort tot de hertshooifamilie (Hypericaceae). Deze familie omvat soorten die bekend zijn om hun geneeskrachtige werking. Fraai hertshooi staat op de Nederlandse Rode lijst van planten als zeldzaam en sterk afgenomen.
De plant wordt 30-60 cm hoog en heeft rechtopstaande stengels. De bladeren zijn elliptisch en hebben doorschijnende puntjes. Fraai hertshooi bloeit in juni tot augustus. De bloeiwijze is een schroef. De gele kroonbladen hebben aan de rand vele zwarte klieren. De kelkbladen zijn elliptisch met een gezaagde, zwart-klierachtige rand. De doosvrucht is driehokkig.

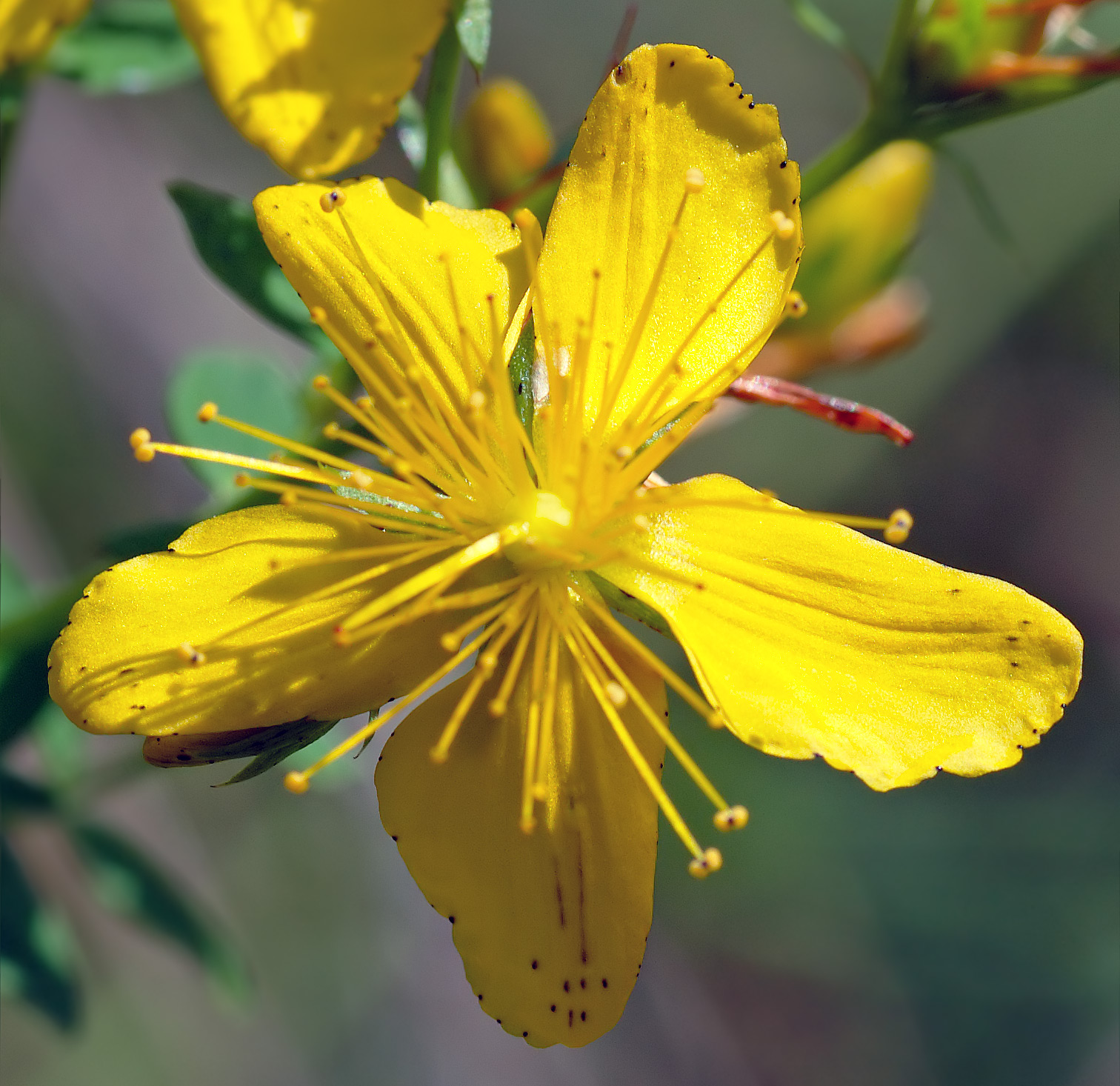

De plant komt voor op droge, lemige grond in loofbossen, heidevelden en op kapvlakten.

## Namen in andere talen
- Duits: Schönes Johanniskraut
- Engels: Slender St. John's-wort
- Frans: Millepertuis élégant